# The Opening Night (film, 1915)
Pour les articles homonymes, voir The Opening Night.
Pour plus de détails, voir Fiche technique et Distribution.
The Opening Night est un film muet américain réalisé par Burton L. King, sorti en 1915.

## Fiche technique
- Titre : The Opening Night
- Réalisation : Burton L. King
- Scénario : F. McGrew Willis
- Producteur :
- Société de production : Universal Film Manufacturing Company
- Sociétés de distribution : Universal Film Manufacturing Company
- Pays d'origine :  États-Unis
- Langue : Anglais
- Métrage : 600 m
- Format : Noir et blanc — 35 mm — 1,33:1 — Muet
- Genre : Film dramatique
- Durée : 20 minutes
- Date de sortie : 
  - États-Unis : 15 juillet 1915

## Distribution
- Adele Lane : Nina Vaughan
- Edward Sloman : M. Vaughan, le mari de Nina
- Olive Adair : May, une choriste
- Harry Linkey : Benheim, l'agent artistique
- Van Dyke Sheldon : Powers